# 짐 왓킨스
제임스 아서 왓킨스(James Arthur Watkins, 1963년 11월 출생)는 미국의 사업가이자 QAnon 음모론자이며, 화상게시판 웹사이트 8chan/8kun 및 텍스트 게시판 웹사이트 5채널의 운영자이다. 왓킨스는 1990년대에 미국 육군에 복무하던 중 자신이 만든 일본의 포르노그래피 웹사이트를 지원하기 위해 N.T. 테크놀로지라는 회사를 설립했다. 회사에 집중하기 위해 육군을 떠난 후, 왓킨스는 필리핀으로 이주했다. 2014년 2월, 왓킨스는 니시무라 히로유키로부터 5채널을 빼앗아 운영자가 되었고, 나중에 이름을 5채널로 변경했다. 그해 말부터 8chan에 도메인 및 호스팅 서비스를 제공하기 시작했으며, 연말에는 해당 사이트의 공식 소유자이자 운영자가 되었다.
왓킨스와 그의 아들 론 왓킨스는 QAnon 음모론의 저명한 옹호자이며, Q 운동과 긴밀한 관계를 맺고 있다.

## 어린 시절
제임스 아서 왓킨스는 데이턴 (워싱턴주)에서 태어나 머킬티오 (워싱턴주)의 가족 농장에서 자랐다. 그의 어머니는 보잉에서 일했고, 아버지는 전화 회사에서 일했다. 음모론자로 성장하게 될 왓킨스는 1963년 11월, 즉 존 F. 케네디 암살 사건과 같은 달에 태어났는데, 이는 미국 음모론의 시발점이 되는 사건이다.
왓킨스는 18세이던 1982년에 미국 육군에 입대하여 1998년 또는 1999년까지 복무했다. 육군 복무 기간 동안 그는 헬리콥터 정비사와 모병관으로 일했으며, 1994년에는 중사 (군사) 계급에 도달했다. 육군에서 그는 1987년에 버지니아주의 기술 학교로 보내져 컴퓨터와 초기 인터넷에 대해 배웠다.

## 경력
1998년, 왓킨스는 복무 중이던 때 "아시아 비키니 바"라는 일본의 포르노그래피 웹사이트를 만들었다. 미국에서 호스팅함으로써 그는 일본의 엄격한 포르노그래피 검열을 우회할 수 있었다. 그는 나중에 이 사업을 "N.T. 테크놀로지"로 이름을 변경했는데, 왓킨스에 따르면 이는 신용카드 명세서에 포르노그래피 구매 내역이 덜 눈에 띄게 하기 위한 무의미한 약자였다. 리노 (네바다주)에 본사를 둔 N.T. 테크놀로지는 처음에는 광고를 판매했고, 나중에는 일본에서 호스팅할 수 없는 다른 일본 성인 오락 웹사이트에도 웹 호스팅 서비스를 판매했다. 1998년 또는 1999년 닷컴버블 동안, 왓킨스는 N.T. 테크놀로지에 집중하기 위해 육군을 떠났다. 2020년 10월, 마더 존스는 N.T. 테크놀로지가 아동 포르노와 관련된 이름을 가진 도메인들을 호스팅했으며, 아동 포르노가 도메인에 호스팅되었는지 여부와 관계없이 왓킨스가 "실제 아동 포르노를 유혹하는 단어들로 이익을 얻고 있다"고 보도했다. 왓킨스는 이 주장을 "자신의 이름을 더럽히고 끔찍한 것을 인쇄하려는 시도"라고 일축했다.
왓킨스는 여러 사업에 참여해왔다. 그는 마닐라에서 유기농 식품 식당을 운영했지만, 현재는 문을 닫았다. 2005년, 왓킨스는 마닐라에 본사를 둔 Race Queen이라는 소프트웨어 사업을 시작했으며, 이 회사는 나중에 왓킨스의 여러 직원들의 취업 비자상 고용주로 기재되었다. 왓킨스는 또한 마닐라에 본사를 둔 Loki Technology라는 사업체도 운영하고 있다. 그는 또한 books.audio라는 오디오북 제작 회사에도 참여했으며, "A.J."라는 가명으로 일부 책을 직접 내레이션하기도 했다. 왓킨스는 새끼 돼지를 판매하는 Emerald Pedistal이라는 회사의 이사회 의장으로도 등재되어 있다.
2016년, 8chan을 인수한 무렵, 왓킨스는 전 대선 후보 배리 골드워터의 이름을 딴 The Goldwater라는 뉴스 웹사이트를 만들었다. 이 사이트의 콘텐츠는 워싱턴 포스트에 의해 "특히 음모론적이고 아마추어적"이라고 묘사되었다. The Goldwater에 게재된 영상들은 왓킨스의 미국인 동료들과 심한 억양의 영어로 친-도널드 트럼프 뉴스를 전달하는 몇몇 "매력적인 필리핀인 여성들"에 의해 호스팅되었다. 왓킨스 자신도 짐 체르니라는 가명으로 일부 영상에 출연했다. 왓킨스는 이 사이트를 "8chan 커뮤니티에 뉴스를 제공하는 공공 서비스"로 의도했다. 그러나 많은 8chan 사용자들에게 인기가 없었는데, 왓킨스는 이를 "골드워터"가 유대인스러운 이름이기 때문이라고 설명했다. 한 영상에서는 피자게이트를 다루면서 왓킨스가 아동 성매매 조직이 존재한다고 믿지만 피자집과 관련이 없다고 언급했다. The Goldwater의 최고 전성기는 2018년 6월 싱가포르에서 열린 김정은과의 트럼프 정상회담을 취재할 수 있는 자격을 얻었을 때였다.
왓킨스는 2022년 9월 스트리밍에서 키위 팜스 포럼이 여러 웹 호스팅 서비스에서 제거된 후 자신이 이를 구매했으며, 이 포럼과 8kun을 클리어넷으로 다시 가져오려 한다고 주장했다. 이 발표는 키위 팜스 사용자들로부터 엇갈린 반응을 얻었으며, 사이트 소유자 조슈아 문은 텔레그램 게시물을 통해 이를 부인했다.

## 온라인 익명 커뮤니티

### 5채널
5채널은 일본에서 특히 극우 넷 우익 사이에서 매우 인기 있는 텍스트 게시판 웹사이트이다. 이 사이트는 1999년 니시무라 히로유키가 만들었으며, 4chan과 8chan을 포함한 모든 다른 "chan" 사이트들의 전신이다. 니시무라는 2008년 5채널의 광고 및 프리미엄 멤버십을 통해 연간 1백만 달러를 벌고 있다고 알려져 있으며 N.T. 테크놀로지의 서버에 사이트를 호스팅되었었다. 2013년 데이터 유출로 사용자 신용카드 데이터가 노출된 후, 왓킨스는 2014년에 5채널 도메인을 장악하고 웹사이트의 모든 통제권을 행사하며 사이트 관리자 역할을 맡았다. 그는 이후에도 웹사이트를 계속 운영하며, 2017년 10월에는 "2channel" 상표를 소유한 니시무라와의 잠재적인 상표 소송을 피하기 위해 이름을 5채널로 변경했다.
왓킨스는 데이터 유출로 인한 수익 손실로 니시무라가 호스팅 비용을 지불할 수 없게 되자 5채널 도메인을 장악했다고 주장했다. 니시무라는 왓킨스에게 전액 지불했으며, 왓킨스의 도메인 장악은 도메인 하이재킹에 해당한다고 주장했다.

### 8chan
8kun으로 이름이 변경된 8chan은 대안우파와 인종차별적 콘텐츠를 호스팅하고, 아동 포르노 포럼으로 알려져 있으며, 게이머게이트 괴롭힘 캠페인에서 중요한 역할을 했고, 여러 총기 난사 사건에 대한 자유로운 토론을 호스팅한 유일한 사이트이다. 이 사이트는 2013년 10월 프레드릭 브레넌이 설립했다. 크리스토퍼 풀이 2014년 9월 게이머게이트 관련 토론을 금지한 후, 브레넌은 8chan을 "표현의 자유 친화적인 4chan 대안"으로 광고하기 시작했다. 사이트는 급성장하여 브레넌은 아르스 테크니카와의 인터뷰에서 4chan 규칙 변경 전 시간당 약 100개였던 게시물이 그 달에는 시간당 4,000개 이상으로 급증했다고 말했다. 브레넌은 성장하는 사이트의 서버 비용을 감당하기 점점 더 어려워졌고, 사이트의 불쾌한 콘텐츠로 인해 여러 인터넷 서비스 제공자가 서비스를 거부하면서 잦은 다운타임을 겪었다.
왓킨스의 아들 론 왓킨스는 알자지라 아메리카의 브레넌에 대한 다큐멘터리에서 사이트에 대해 알게 된 후 아버지에게 이 사실을 알렸다. 왓킨스 부자는 브레넌에게 필리핀에 와서 자신을 위해 일하는 조건으로 파트너십을 제안했다. 브레넌은 왓킨스가 5채널을 운영한다는 것을 알았기 때문에 그를 신뢰했지만, 당시 왓킨스가 5채널을 창업자로부터 훔쳤다는 주장은 알지 못했다. 브레넌은 짐 왓킨스를 위해 일하는 데 동의했고, 2014년 마닐라로 이주하여 그와 합류했다. 왓킨스는 N.T. 테크놀로지를 통해 2014년부터 2015년까지 8chan을 호스팅하기 위한 도메인 이름 서비스와 하드웨어를 제공하기 시작했으며, 브레넌은 계속해서 사이트의 소프트웨어 개발 및 커뮤니티 관리를 담당했다. 2014년, 왓킨스는 8chan의 공식 소유자이자 운영자가 되었다. 브레넌은 2016년까지 사이트 관리자로 남아 있었지만, 이때 역할을 포기했다. 와이어드 (잡지)는 그가 스트레스로 인해 자리를 떠났다고 보도했지만, 다른 사람들은 그가 사이트와 그 내용에 대한 혐오감으로 떠났고 다른 곳에서 일하기를 요청했기 때문이라고 주장했다. 브레넌은 8chan에서 일하고 글을 쓰는 것을 중단하고 대신 5채널 프로젝트에서 왓킨스를 위해 계속 일했다. 론 왓킨스는 브레넌의 사임 후 사이트 관리자 역할을 맡았다. 2018년, 브레넌은 왓킨스 가족과 관계를 끊었는데, 짐 왓킨스가 자신의 집에 나타나 휴가를 요청한 것에 대해 욕설을 퍼부었다고 주장했다. 브레넌은 이후 8chan과 왓킨스에 대한 노골적인 비판자가 되었고, 사이트가 오프라인 상태로 유지되도록 적극적으로 노력했다.
2019년, 3월 크라이스트처치 모스크 총기 난사 사건, 4월 파웨이 시나고그 총기 난사 사건, 8월 엘패소 총기 난사 사건의 가해자들은 모두 8chan을 이용해 각자의 매니페스토를 유포했다. 8월 총격 사건 직후 여러 제공업체의 서비스 중단으로 인해 사이트는 클리어넷에서 제거되었고, 2019년 11월이 되어서야 다시 온라인으로 돌아왔다. 2019년 8월, 미국 국토안보위원회는 왓킨스를 불러 "백인 우월주의 콘텐츠를 포함한 극단주의 콘텐츠의 확산을 다루는" 8chan의 노력에 대해 증언하도록 요청했다. 다음 달, 왓킨스는 의회 심문을 위해 워싱턴 D.C.로 갔다. 필리핀 국립수사국과 필리핀 국가 경찰도 2019년 8월 총격 사건과 관련하여 왓킨스와 8chan에 대한 조사를 시작했다. 2020년 9월 틀:현재, NBI의 조사는 종료되었고 그들의 결과는 PNP로 이관되었으며, PNP의 조사는 여전히 진행 중이었지만 왓킨스에 대한 혐의로 이어지지는 않았다.
왓킨스는 8chan을 통해 돈을 벌려고 시도했지만, 웹사이트는 한 번도 수익을 내지 못했다. 웹사이트의 게시자들은 론 왓킨스가 만든 암호화폐를 사용하여 "셰켈의 왕"이라는 프로그램을 통해 자신의 게시물을 눈에 띄게 할 수 있다. 2019년 인터뷰에서 워싱턴 포스트는 이 이름이 반유대주의적인지 물었고, 왓킨스는 전화를 끊었다.
2019년 10월, 왓킨스는 브레넌이 왓킨스를 "노망났다"고, 8chan의 중재자들이 "무능하다"고 트윗한 것에 대해 사이버 명예훼손 소송을 제기했다. 사이버 명예훼손은 필리핀에서 징역형을 받을 수 있는 범죄이다. 브레넌은 왓킨스가 자신을 위협하고 처벌하기 위해 소송을 제기했다고 말했다. 2020년 2월 26일, 필리핀 법원은 해당 고소에 근거하여 브레넌에 대한 체포영장을 발부했다. 불완전 뼈형성을 앓고 있는 브레넌은 자신의 건강 상태와 이민 관리국 비쿠탄 구금 센터의 악명 높은 열악한 환경 때문에 필리핀 당국에 체포되면 사망할 가능성이 높다고 말했다. 브레넌은 영장이 발부되기 몇 시간 전에 필리핀을 떠났으며, 공항에서 자신을 찾고 있던 당국을 피하기 위해 다른 항공편을 이용했다. 그는 미국에서 영장과 싸우고 있다. 2020년 3월, 법원은 브레넌이 필리핀 법무부에 항소한 결과가 나올 때까지 사건을 중단했다.

## QAnon
QAnon은 도널드 트럼프 대통령에 맞서 싸우고 있는 세계적인 아동 성매매 조직을 운영하는 사탄 숭배 소아성애자들의 비밀 조직이 있다는 극우 음모론이다. 이 이론은 원래 4chan에 게시되었으나 나중에 8chan으로 옮겨 게시하는 "Q"라는 수수께끼의 인물 또는 집단에 의해 퍼졌다. Q는 8chan 밖에서는 절대 게시하지 않을 것이라고 말했다.
많은 음모론 연구자들은 왓킨스나 그의 아들 론 왓킨스가 Q와 함께 일하거나, Q를 알거나, Q의 정체를 가정했다고 믿는다. 2019년 8월, 세 차례의 총기 난사 사건 이후 8chan이 인터넷에서 사라지자 Q는 게시를 중단했고, 11월에 다시 온라인으로 돌아오자 Q도 다시 나타났다. QAnon 연구자 마크-앙드레 아르헨티노는 2020년 3월에 Q의 게시물 분석을 바탕으로 왓킨스가 2019년 가을부터 Q로 게시하고 있다고 믿는다고 말했다. 또한 2020년 3월, QAnon 연구자 마이크 로스차일드는 "Q 게시자가 다른 포럼을 사용하거나 다른 사이트에서 자신의 진위 여부를 증명하기 위해 암호화 키를 제공하는 것은 매우 쉬울 것이지만, 대신 그들은 이 불안정한 8chan 버전에 게시하기를 기다린다. Q를 8chan에 유지하는 유일한 이유는 왓킨스가 그와 개인적으로 연결되어 있기 때문이다."라고 말했다. 프레드릭 브레넌은 2020년 6월 디 애틀랜틱에서 "나는 Q가 짐이나 론 왓킨스를 알거나, 짐이나 론 왓킨스에 의해 고용되었다고 100% 확실히 믿는다"고 말했다. ABC 뉴스는 "Q 드롭"의 주요 웹사이트인 "QMap.pub"이 8kun과 동일한 콘텐츠 전송 네트워크를 공유한다고 보도했다. 하버드 쇼렌스타인 센터의 선임 연구원인 브라이언 프리드버그는 "직접 게시하거나 콘텐츠를 장려하는 것과 관계없이, 왓킨스 가족과 8kun 팀은 국제적인 운동으로 변모하고 있는 것에 대해 엄청난 통제력을 가지고 있다"고 말했다. 2020년 9월 팟캐스트 Reply All 에피소드 인터뷰에서 브레넌은 Q 계정은 원래 다른 사람이 운영했지만, 왓킨스와 그의 아들이 2017년 12월경에 그 인물을 장악했다고 설명했다. Reply All의 PJ Vogt는 Q에 대해 글을 쓰는 다른 언론인들과 브레넌의 이론을 논의했으며, "그들 중 일부는 그럴 가능성이 높다고 생각하고, 모든 사람들은 그럴듯하다고 동의한다"고 말했다. 왓킨스는 Q의 정체를 부인했으며, 그의 아들 론 왓킨스도 마찬가지이다. 왓킨스는 2019년 9월 미국 국토안보위원회 앞에서 증언할 때 QAnon 핀을 달고 있었다.
2020년 2월, 왓킨스는 QAnon 음모론을 지지하는 정치 후보들을 후원하는 "딥 스테이트 무장 해제(Disarm the Deep State)"라는 슈퍼 PAC를 설립했다. 왓킨스는 이 단체의 회계 담당자로 등록되어 있다. 과거 왓킨스를 대리했으며 미국의 우익 활동가 단체 프로젝트 베리타스와 관련이 있는 것으로 알려진 변호사 벤자민 바도 이 슈퍼 PAC를 도왔다. 2020년 8월 31일, 슈퍼 PAC는 4,000달러 미만을 모금했으며 700달러 미만을 지출했으며, 연방 후보자에게는 지출하지 않았다. 2020년 11월, 워싱턴 먼슬리는 "딥 스테이트 무장 해제" 슈퍼 PAC가 왓킨스의 변호사로부터 500달러의 대출을 포함하여 겨우 4,736달러를 모금했다고 보도했다.
미디어 매터스 포 아메리카는 2020년 4월에 슈퍼 PAC가 왓킨스로부터 8chan 웹사이트에 광고를 게재하기 위해 광고를 구매하고 있으며, 이 사이트에 광고하는 유일한 단체 중 하나라고 보도했다. QAnon 연구원 마이크 레인스는 왓킨스와 Q에 대해 "왓킨스는 항상 자신과 Q 사이에 거리가 있는 것처럼 보이게 했다. Q는 그의 포럼에 게시하는 한 사람일 뿐이며, 그는 표현의 자유 절대주의자이기 때문에 Q가 게시하도록 허용했다. 이 PAC를 시작함으로써 그는 자신이 Q로 게시하는 누구와도 함께 일하고 있으며, 이제 그는 QAnon이라는 사기 행위의 일부임을 완전히 인정하고 있다."라고 말했다. 2020년 10월, 왓킨스는 스코츠데일, 애리조나주에서 열린 QAnon 지지자들을 위한 컨퍼런스인 Q 콘 라이브!의 주요 연설자로 참여했다.
트위터는 2021년 1월 8일 왓킨스의 계정을 영구 정지시켰으며, 그의 아들 론 왓킨스, 전 트럼프 변호사 시드니 파월, 전 국가안보보좌관 마이클 플린의 계정을 포함하여 "QAnon 콘텐츠 공유에만 전념하는" 것으로 확인된 다른 계정들도 정지시켰다. 계정 정지는 미국 국회의사당 습격 이틀 후에 발생했다.
2022년 6월 6일, 미국 1·6 국회 폭동 특별위원회에 선서 증언을 하는 동안, 왓킨스는 음모론과 거리를 두며 QAnon이 "좌익 언론에 의해 조작된 것"이며, 특히 그가 "조지 소로스의 자금 지원을 받는" 미디어 매터스에 의해 "대부분" 조작되었다고 주장했다.

## 개인 생활
왓킨스는 육군에서 대한민국에 주둔하는 동안 첫 번째 아내 톤 선 왓킨스를 만났다. 1987년, 그들은 첫 아이인 로널드 "론" 왓킨스를 낳았다. 왓킨스의 군 복무로 인해 가족은 자주 이사했으며, 가장 긴 기간을 머킬티오, 워싱턴주에서 보냈다. 왓킨스와 톤 선은 아들이 십대가 되었을 때 이혼했으며, 그 시점부터 아들은 주로 톤 선과 함께 살기 시작했다.
2001년 10월, 왓킨스는 마닐라로 여행을 갔고, 도착 3주 만에 두 번째 아내 라이젤과 결혼했다. 왓킨스는 2004년부터 필리핀으로 이주하기 시작했으며, 2007년부터는 그곳에 영구적으로 거주하기 시작했다. 왓킨스는 마닐라 외곽의 돼지 농장과 시내의 콘도미니엄 사이에서 시간을 보냈다. 2010년대에 왓킨스의 아들 론은 그와 함께 살기 위해 마닐라로 이주했다. 론은 2016년부터 2020년까지 8chan의 사이트 관리자로 일했다.
2020년 1월, 필리핀 이민국 조사국(BI)은 왓킨스를 "바람직하지 않은 외국인"으로 지정했다. 이는 형사적 결정이 아닌 행정적 결정으로, 특정 인물이 "공공의 이익에 위험이 되는" 것으로 판단되었음을 의미하며, 추방될 수 있음을 나타내지만, 추방 여부는 이민국 국장의 재량에 달려 있다. ABC 뉴스가 입수한 이민 기록에 따르면 왓킨스는 "혐오로 가득 찬 포럼/웹사이트인 8chan의 소유자이자 운영자이며, 트롤링을 호스팅하고 폭력적인 극단주의자와 백인 우월주의자에게 주요 자료로 사용된다"고 명시되어 있다. 왓킨스의 처남에 따르면, 왓킨스는 자신의 돼지 농장을 팔고 2020년 8월에 미국으로 돌아갔다. ABC 뉴스에 따르면, 왓킨스가 2021년 1월 31일까지 필리핀으로 돌아와 BI의 지정에 항소하지 않으면 재입국이 거부될 것이라고 한다. 2021년 4월 인디펜던트 기사에 따르면 왓킨스는 결정에 항소하기 위해 필리핀으로 돌아갈 것으로 예상되었다.
왓킨스의 취미는 요가와 만년필이다. 그는 유튜브에서 이러한 주제에 대한 비디오를 녹화했다. 그는 또한 자신의 유튜브 채널을 사용하여 찬송가를 부르고 성경 구절을 읽는 비디오를 게시한다.